# Equació de Hamilton-Jacobi
L' equació de Hamilton-Jacobi  és una equació diferencial en derivades parcials usada en mecànica clàssica i mecànica relativista que permet trobar les equacions d'evolució temporal o de "moviment".
L'equació de Hamilton-Jacobi (EHJ) permet una formulació alternativa a la mecànica lagrangiana i la mecànica hamiltoniana (i per tant a la mecànica newtoniana, basada en l'intent d'integració directa de les equacions de moviment). L'ús de l'equació de Hamilton-Jacobi és avantatjós quan es coneix alguna integral de moviment.
A més la formulació basada en EHJ és l'única formulació de la mecànica en què el moviment d'una partícula i el d'una ona es descriuen en els mateixos termes. És per això que la EHJ s l
 un objectiu llargament perseguida de la física teòrica, des Johann Bernoulli en el segle xviii va buscar una analogia entre la propagació d'ones i partícules. Això va ser la que va portar a Schrödinger a buscar una equació per a la "mecànica ondulatòria" o mecànica quàntica generalitzant l'equació de Hamilton-Jacobi (en comptes dels altres enfocaments alternatius de la mecànica clàssica). Fins i tot la primera equació per mecànica quàntica relativista, l'equació de Klein-Gordon, es va basar en la EHJ relativista en lloc d'altres enfocaments alternatius.

## Formulació de la mecànica clàssica basada en la EHJ
L'equació de Hamilton-Jacobi és una equació en derivades parcials no-lineal per a la funció principal de Hamilton {\displaystyle S(q_{1},\dots ,q_{N};t)}, anomenada també integral d'acció:

(1){\displaystyle H\left(t,q_{1},\dots ,q_{N};{\frac {\partial S}{\partial q_{1}}},\dots ,{\frac {\partial S}{\partial q_{N}}}\right)+{\frac {\partial S}{\partial t}}=0.}

Tal com es descriu en aquest article, aquesta equació pot ser deduïda de la mecànica hamiltoniana considerant {\displaystyle S\;} com la funció generatriu d'una transformació canònica. Els moments conjugats de les coordenades corresponen a les derivades de la funció {\displaystyle S\;} respecte a les pròpies coordenades generalitzades:

(2){\displaystyle p_{k}\ {\stackrel {\mathrm {def} }{=}}\ {\frac {\partial S}{\partial q_{k}}}}

Anàlogament, les coordenades generalitzades es poden obtenir com a derivades respecte als nous moments conjugats, tal com es descriu tot seguit. Invertint aquestes equacions algebraicament, un pot trobar les equacions d'evolució del sistema mecànic, determinant la variació de les coordenades amb el temps. Les posicions inicials i les velocitats inicials apareixen dins de les constants d'integració per a una solució completa de l'equació(1). Les constants d'integració en aquesta tècnica normalment coincideixen amb integrals del moviment com l'energia, el moment angular o el vector de Runge-Lenz.

### Exemples
- Partícula en un camp de forces conservatiu:

{\displaystyle {\frac {1}{2m}}\left[\left({\frac {\partial S}{\partial x}}\right)^{2}+\left({\frac {\partial S}{\partial i}}\right)^{2}+\left({\frac {\partial S}{\partial z}}\right)^{2}\right]+\left({\frac {\partial S'}{\partial t}}+V(\mathbf {x} )\right)=0}

## Equacions de moviment a partir de la EHJ
L'equació de Hamilton-Jacobi (EHJ) per  n  coordenades generalitzades conté a més el temps, per la qual cosa una solució completa de la dita equació contindrà  n +1 constants d'integració arbitràries. Com la funció {\displaystyle S\;} només intervé en la EHJ a través dels seus derivades primeres d'aquestes constants serà additiva i, per tant, una integral completa de l'equació tindrà la forma:

(3){\displaystyle S(q_{1},\dots ,q_{n})=f(t,q_{1},\dots ,q_{n};\alpha _{1},\dots ,\alpha _{n})+A}

On les  n +1 constants són precisament α  1 , ..., α   n   i  A . Per trobar la solució de les equacions de moviment n'hi ha prou construir  n  equacions algebraiques:

(4){\displaystyle {\frac {\partial S(t,q_{i},\alpha _{i})}{\partial \alpha _{i}}}=\beta _{i}}

Invertint aquestes equacions per aclarir les coordenades generalitzades  q  i   s'obtenen aquestes coordenades com a funció del temps i de 2  n  coordenades, tal com s'hauria obtingut pels mètodes de la mecànica lagrangiana o la mecànica hamiltoniana.
Aquesta solució pot ser justificada si pensem en la funció {\displaystyle f(t,q_{1},\dots ,q_{n};\alpha _{1},\dots ,\alpha _{n})} com la funció generatriu d'una transformació canònica, on les constants α  1 , ..., α   n   representen els nous moments conjugats associats a aquesta transformació, del fet que  f  sigui una funció generatriu de segon tipus implicarà que:

{\displaystyle p_{i}={\frac {\partial f}{\partial q_{i}}}\quad \beta _{i}={\frac {\partial f}{\partial \alpha _{i}}}\quad {\bar {H}}=H+{\frac {\partial f}{\partial t}}}

Però com la funció  f  satisfà l'equació de Hamilton-Jacobi la nova hamiltoniana {\displaystyle {\bar {H}}} serà nul i per tant:

{\displaystyle {\dot {\alpha }}_{i}=-{\frac {\partial {\bar {H}}}{\partial \beta _{i}}}=0\qquad {\dot {\beta }}_{i}=+{\frac {\partial {\bar {H}}}{\partial \alpha _{i}}}=0}

I per tant la solució trivial de l'anterior sistema és α   i   = cte. i β   i   = cte., Ja que les α   i   són conegudes, perquè coneixem una integral completa, les β   i   poden obtenir-se de la condició:

{\displaystyle \beta _{i}={\frac {\partial f}{\partial \alpha _{i}}}={\frac {\partial S}{\partial \alpha _{i}}}}

Que és precisament la solució que s'havia assenyalat anteriorment.

### Separació de variables
En molts sistemes físics importants per trobar les solució de les equacions de moviment en l'enfocament de Hamilton-Jacobi es busca una solució completa d'aquesta equació pel mètode de separació de variables.
Un cas interessant es presenta quan alguna de les coordenades, per exemple  q   1 , només apareix formant una combinació amb la derivada de l'acció respecte de la pròpia  q   1 , és a dir, quan l'equació de Hamilton-Jacobi es pot escriure en la forma:

(5a){\displaystyle H\left(t,q_{i};{\frac {\partial S}{\partial q_{i}}},\phi \left(q_{1},{\frac {\partial S}{\partial q_{1}}}\right)\right)+{\frac {\partial S}{\partial t}}=0}

En aquest cas pot buscar una solució de la forma:

(5b){\displaystyle S={\hat {S}}(t,q_{j})+S_{1}(q_{1})\qquad j\neq 1}

La substitució d'una equació d'aquest tipus a la(5a)permet reduir el nombre de variables involucrada en una unitat, ja que es complirien simultàniament les relacions:

{\displaystyle H\left(t,q_{i};{\frac {\partial {\hat {S}}}{\partial q_{i}}},\alpha _{1}\right)+{\frac {\partial {\hat {S}}}{\partial t}}=0\qquad \land \qquad \phi \left(q_{1},{\frac {\partial S_{1}}{\partial q_{1}}}\right)=\alpha _{1}}

En alguns casos d' sistemes totalment integrables  de fet aquest procediment es pot repetir per a cadascuna de les variables obtenint una integral completa mitjançant quadratures simples de la forma:

(5c){\displaystyle S=-E(\alpha _{1},\dots ,\alpha _{n})t+\sum _{k}S_{k}(q_{k};\alpha _{1},\dots ,\alpha _{n})}

### Coordenades cícliques
En mecànica hamiltoniana s'anomena  coordenades cíclica  a una coordenades {\displaystyle q_{i}\;} que no apareix explícitament en el hamiltonià. Una coordenada cíclica és sempre un cas particular en què l'equació de Hamilton-Jacobi es pot escriure en forma(5a)pot aconseguir la reducció de l'equació en una variable mitjançant el canvi:

(6){\displaystyle S={\hat {S}}(t,q_{j})+\alpha _{1}q_{1}\qquad j\neq 1}

Per a un sistema conservatiu el temps  t  es comporta de manera anàloga a una coordenada cícilica, com es pot veure a partir de la forma de la solució(5c).

### Exemples de separabilitat
Fixat un sistema de coordenades, l'equació de Hamilton-Jacobi s'admetrà separació de variables en aquest sistema de coordenades depenent de la forma funcional de l'energia potencial. A continuació van alguns exemples:
- Coordenades esfèriques. Aquest tipus de coordenades són freqüents en la teoria del potencial per analitzar el moviment planetari per exemple. Típicament el hamiltonià per a aquest tipus de sistemes té la forma:

{\displaystyle H={\frac {1}{2m}}\left(p_{r}^{2}+{\frac {p_{\theta }^{2}}{r^{2}}}+{\frac {p_{\phi }^{2}}{r^{2}\sin ^{2}\theta }}\right)+U(r,\theta ,\phi )}

I el problema de trobar les trajectòries sota aquest hamiltonià s'admetrà separació de variables si la funció d'energia potencial té la forma següent:

{\displaystyle U(r,\theta ,\phi )=U_{r}(r)+{\frac {U_{\theta }(\theta )}{r^{2}}}+{\frac {U_{\phi }(\phi )}{r^{2}\sin ^{2}\theta }}}

Molts problemes físicament importants sovint tenen simetria axial per la qual cosa {\displaystyle U_{\phi }(\theta )=0\,}, i en aquestes circumstàncies l'acció admet una solució dependent de tres constants {\displaystyle (E,p_{\phi },\beta )\,} de la forma:

{\displaystyle S(r,\theta ,\phi ;t)=-Et\ +\ p_{\phi }\phi \ +\ \int \left[\beta -2mU_{\theta }(\theta )-{\frac {p_{\phi }^{2}}{\sin ^{2}\theta }}\right]^{1/2}d\theta \ +\ \int \left[2m(E-U_{r}(r))-{\frac {\beta }{r^{2}}}\right]^{1/2}dr}

- Coordenades el·líptiques.

## Derivació de la EHJ
De la mateixa definició del funcional de acció se segueix trivialment la següent relació entre l'acció i el lagrangià:

{\displaystyle {\frac {dS}{dt}}=L}

D'altra banda, considerant l'acció com una funció de les coordenades, els moments conjugats i el temps s'ha de:

{\displaystyle {\frac {dS}{dt}}={\frac {\partial S}{\partial t}}+\sum _{i}{\frac {\partial S}{\partial {\dot {q}}_{i}}}{\dot {q}}_{i}={\frac {\partial S}{\partial t}}+\sum _{i}p_{i}{\dot {q}}_{i}=L}

D'aquesta última educació es dedueix simplement que:

{\displaystyle {\frac {\partial S}{\partial t}}=L-\sum _{i}p_{i}{\dot {q}}_{i}=-H(p_{i},q_{i})}

Ja que el segon terme coincideix precisament amb la definició del Hamiltonià. Aquesta última equació coincideix amb l'equació de Hamilton-Jacobi si s'hi substitueixen de nou els moments conjutados per les derivades de l'acció respecte a les coordenades.

## Equació de Hamilton-Jacobi relativista
L'equació de Hamilton-Jacobi relativista per a una partícula lliure en un espaitemps de Minkowski té normalment la manera següent:

(6){\displaystyle \left({\frac {\partial S}{\partial x}}\right)^{2}+\left({\frac {\partial S}{\partial i}}\right)^{2}+\left({\frac {\partial S}{\partial z}}\right)^{2}-{\frac {1}{c^{2}}}\left({\frac {\partial S}{\partial t}}\right)^{2}=-M_{0}^{2}c^{2}}

Introduint en l'anterior equació {\displaystyle S=S'-mc^{2}t\;} es pot obtenir el límit clàssic d'aquesta equació:

{\displaystyle {\frac {1}{2m}}\left[\left({\frac {\partial S'}{\partial x}}\right)^{2}+\left({\frac {\partial S'}{\partial i}}\right)^{2}+\left({\frac {\partial S'}{\partial z}}\right)^{2}\right]-{\frac {1}{2mc^{2}}}\left({\frac {\partial S'}{\partial t}}\right)^{2}+{\frac {\partial S'}{\partial t}}=0}

A la teoria de la relativitat general utilitzant un sistema de coordenades arbitrari i usant el conveni de sumació d'Einstein la forma covariant usual de l'equació per a una partícula lliure és:

(7){\displaystyle g^{ik}\left({\frac {\partial S}{\partial x^{i}}}\right)\left({\frac {\partial S}{\partial x^{k}}}\right)=-m_{0}^{2}c^{2}}

## Equació de Hamilton-Jacobi i mecànica quàntica
La formulació basada en l'equació de Hamilton-Jacobi és la primera formulació completa de la mecànica clàssica que és aplicable tant a partícules com a ones. És per això que quan De Broglie va proposar el comportament dual ona-corpuscle a 1923 per donar compte de certs fets experimentals, es tractés de buscar una equació per a la "ona de matèria" basada en aquesta equació, ja que a grans escales aquesta ona havia manifestar com a partícula, així que semblava que una generalització de la formulació de Hamilton-Jacobi, era la forma més senzilla de trobar aquesta equació d'ones.
De fet aquesta "equació d'ones" continuant amb el plantejament de De Broglie va ser obtinguda per Schrödinger a 1925 quan va formular l'avui coneguda com a equació de Schrödinger:

{\displaystyle i\hbar {\partial \Psi (t,{\vec {r}}) \over \partial t}=-{\hbar ^{2} \over 2m}{\overrightarrow {\nabla }}^{2}\Psi (t,{\vec {r}})+V({\vec {r}},t)\Psi (t,{\vec {r}})}

On la funció d'ona es relacionaria amb la funció d'acció que apareix en l'equació de Hamilton-Jacobi seria {\displaystyle \psi =i^{iS/\hbar }} relació que un cop introduïda en l'equació de Schrödinger porta al següent límit clàssic:

{\displaystyle {\frac {\partial S}{\partial t}}+{\frac {1}{2m}}\left[\left({\frac {\partial S}{\partial x}}\right)^{2}+\left({\frac {\partial S}{\partial i}}\right)^{2}+\left({\frac {\partial S}{\partial z}}\right)^{2}\right]+V(x)={\frac {i\hbar }{2m}}\Delta S}

Equació que coincideix amb l'equació de Hamilton-Jacobi per a una partícula en un potencial  V  ( x ), excepte per un terme addicional, que resultaria menyspreable en el nivell macroscòpic donada la petitesa de la constant de Planck {\displaystyle \hbar }.